# وچیا روماگنا (نوشیدنی)

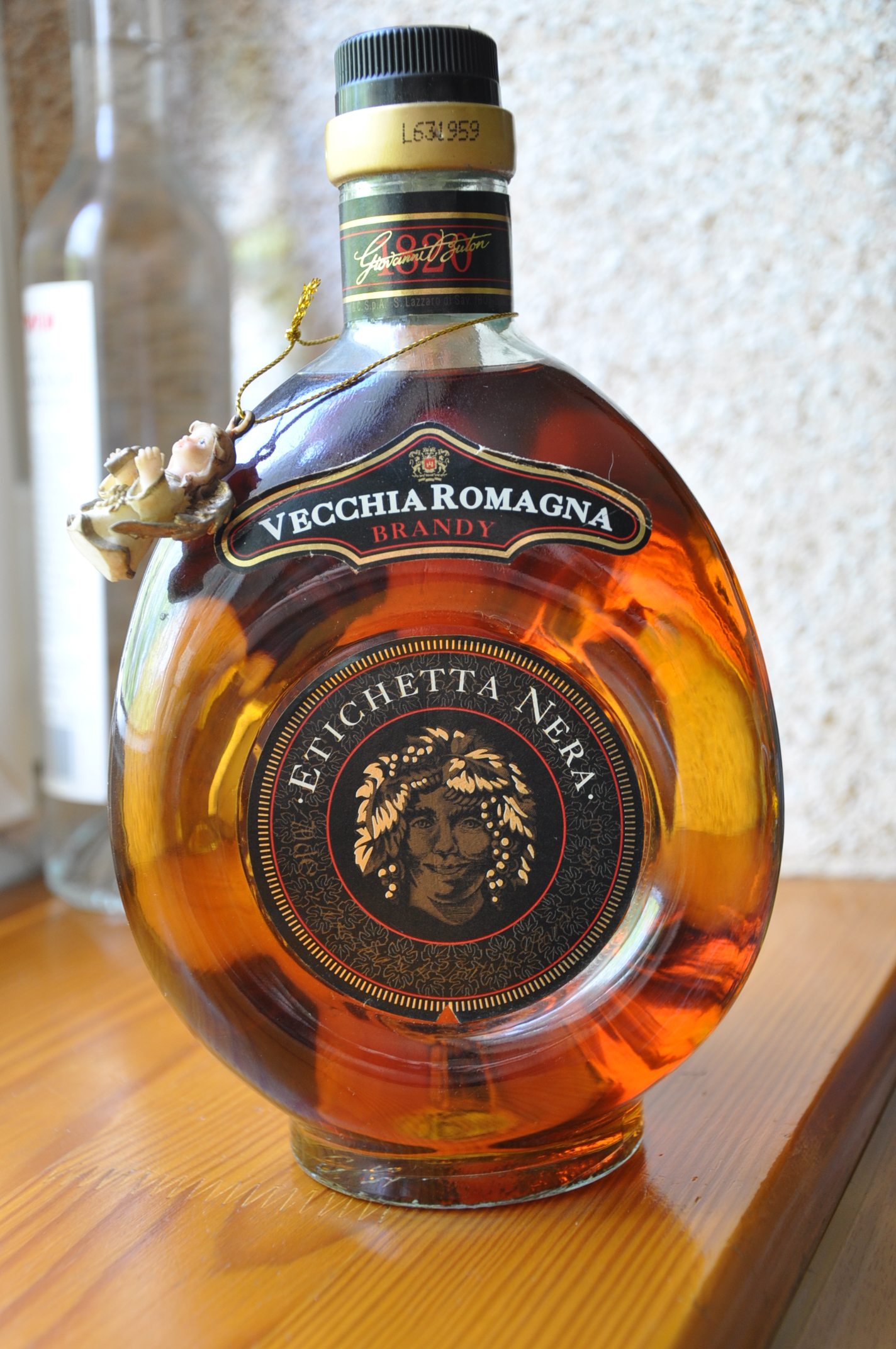
یک بطری از نوشیدنی وچیا روماگنا

وچیا روماگنا (به [Alte Romagna] Error: {{Lang-xx}}: متن دارای نشانه‌گذاری ایتالیک است (راهنما)) یک براندی از امیلیا-رومانیا در ایتالیا است. این نام به‌طور سنتی به محصولات این منطقه اطلاق می‌شود. این محصول به نام‌های به ایتالیایی: Etichetta nera (به فارسی: "برچسب سیاه")، Classica (به فارسی: کلاسیک)، Riserva 10 anni و همچنین Etichetta Oro و Etichetta Bianca عرضه می‌شوند. این برند در سال ۱۸۲۰ ایجاد شد، اما تا سال ۱۹۳۹ در بازار ایتالیا عرضه نشده‌است. توزیع این برندی در آلمان توسط گروه برنتسن انجام می‌شود.